# بلادی دیسگاستینگ
بلادی دیسگاستینگ (انگلیسی: Bloody Disgusting) یک وبگاه ژانر وحشت آمریکایی است که فیلم‌های ترسناک، بازی‌های ویدئویی، کمیک و آثار موسیقی را پوشش می‌دهد.

## وبگاه رسمی
- Official website| آیکون خرد | این یک مقالهٔ خرد وب‌گاه فیلم و سینما است. می‌توانید با گسترش آن به ویکی‌پدیا کمک کنید. |